# Chiesa di San Torpete
La chiesa di Santa Maria Immacolata e San Torpete, conosciuta semplicemente come chiesa di San Torpete, è un luogo di culto cattolico del centro storico di Genova, situato in piazza San Giorgio, nel quartiere del Molo. La sua comunità parrocchiale fa parte del Vicariato "Centro Est" dell'arcidiocesi di Genova.

## Storia
La chiesa è situata in piazza San Giorgio, sede del foro della città romana, accanto ad un'altra storica chiesa, quella dedicata appunto a San Giorgio.
La piazza, collocata sul percorso tra il porto e la collina di Castello, il nucleo più antico della città, in epoca romana e bizantina era sede del principale mercato cittadino.
Secondo la tradizione la chiesa sarebbe sorta già nel X secolo e nei suoi pressi sarebbe anche esistita una porta nelle mura carolingie del IX secolo detta "porta di S. Torpete", ma non esistono evidenze a supporto di tali ipotesi.
Le prime notizie documentate risalgono alla metà del XII secolo, quando i Della Volta, famiglia di nobiltà mercantile che aveva il controllo di questa zona, strinsero un'alleanza commerciale con una colonia di mercanti pisani, favorendo il loro insediamento all'interno della loro area curiale.
La corporazione dei mercanti pisani volle erigere nella stessa zona una chiesa, che fu intitolata a san Torpete, martire del I secolo, loro concittadino. La chiesa era in stile romanico, in pietre squadrate, con la facciata a bande bianche e nere rivolta a ponente secondo la consuetudine dell'epoca.
Dopo alcuni anni i Pisani la cedettero ai Della Volta (che in seguito avrebbero assunto il nome di Cattaneo), che ne fecero la propria chiesa gentilizia, ottenendone nel 1180 il giuspatronato, che conservano formalmente ancora oggi. In quello stesso anno avvenne la consacrazione da parte dell'arcivescovo Ugone della Volta, come ricorda un'iscrizione collocata sopra la porta laterale della chiesa. Un breve di papa Leone X, datato 5 agosto 1519 la confermava come parrocchia gentilizia della famiglia Cattaneo.
Dopo i gravi danni causati dal bombardamento navale francese del 1684 vennero eseguiti alcuni restauri all'edificio medievale.
Circa cinquant'anni dopo, nel 1730, Cesare Cattaneo decise di ricostruire totalmente la chiesa.
Il progetto, affidato a Giovanni Antonio Ricca (il Giovane) (1688-1748), fu realizzato tra il 1730 e il 1733. L'architetto imperiese non si limitò alla ricostruzione in nuove forme della chiesa, ma ridisegnò completamente l'assetto della piazza, su cui si affaccia anche la chiesa di San Giorgio, anch'essa da poco completamente ricostruita. Venne così a crearsi una singolare ambientazione barocca nel mezzo nell'antico tessuto urbano medioevale del centro storico genovese.
La nuova chiesa, a pianta centrale e con un diverso orientamento, comprendeva tutta l'area della precedente e quella di una palazzina adiacente acquistata dai Cattaneo, sulle cui fondamenta fu realizzata la canonica. Al termine dei lavori, il 23 novembre 1733 la chiesa venne nuovamente consacrata e in quella circostanza al titolo di S. Torpete fu aggiunto quello di Santa Maria Immacolata.
Intorno alla metà dell'Ottocento fu completata la facciata, coeva a quella dell'adiacente chiesa di San Giorgio.
Nel 1887, durante un suo soggiorno a Genova, celebrò la Messa per alcuni giorni in San Torpete monsignor Giuseppe Sarto, il futuro papa Pio X, all'epoca vescovo di Mantova.
Nel 1933 si mise mano a un restauro generale sotto la direzione dell'ingegner Giuseppe Abbiate. Danneggiata dai bombardamenti della seconda guerra mondiale, la chiesa andò incontro ad un periodo di degrado e rimase chiusa per lungo tempo, in cui le funzioni parrocchiali vennero celebrate nell'attigua chiesa di san Giorgio. Dal 1995 per iniziativa della Soprintendenza ai Beni Ambientali e Architettonici e della curia arcivescovile di Genova, fu effettuato un nuovo restauro ad opera degli architetti Gianni Bozzo e Giampiero Buffoni, il secondo dei quali poi progettista anche del Tempio Laico nel Cimitero monumentale di Staglieno.
La chiesa è attualmente una parrocchia senza territorio e dal 2005 è affidata alla conduzione del presbitero Paolo Farinella.
Divenuta punto di riferimento culturale per seminari su varie tematiche e per concerti di musica classica, in particolare di stile barocco, la chiesa è rimasta regolarmente aperta fino allo scoppiare della pandemia di Covid-19, che ha indotto il parroco a limitare l'apertura per prevenire la diffusione del virus. Dal 2021 la chiesa è chiusa a visitatori e fedeli per lavori di manutenzione, la cui conclusione è prevista per Pasqua del 2023.

## Descrizione

### Esterno
Esternamente il tempio ha pianta rettangolare con rientranze agli angoli; della chiesa primitiva restano tracce sul fianco destro, dove è visibile una piccola porzione di muro in blocchi alternati di pietra nera di Promontorio e marmo bianco.
Con la ricostruzione settecentesca fu attuato un radicale stravolgimento della struttura della chiesa medioevale: la facciata, che prima si apriva sul lato di ponente, venne spostata a quello settentrionale, prospiciente la piazza. Lo stile della facciata è barocco, con aggiunte posteriori neoclassiche (timpano, nicchie e paraste) realizzate intorno alla metà dell'Ottocento, periodo a cui appartiene anche la grande cupola ellittica, con copertura in scaglie d'ardesia.

### Interno

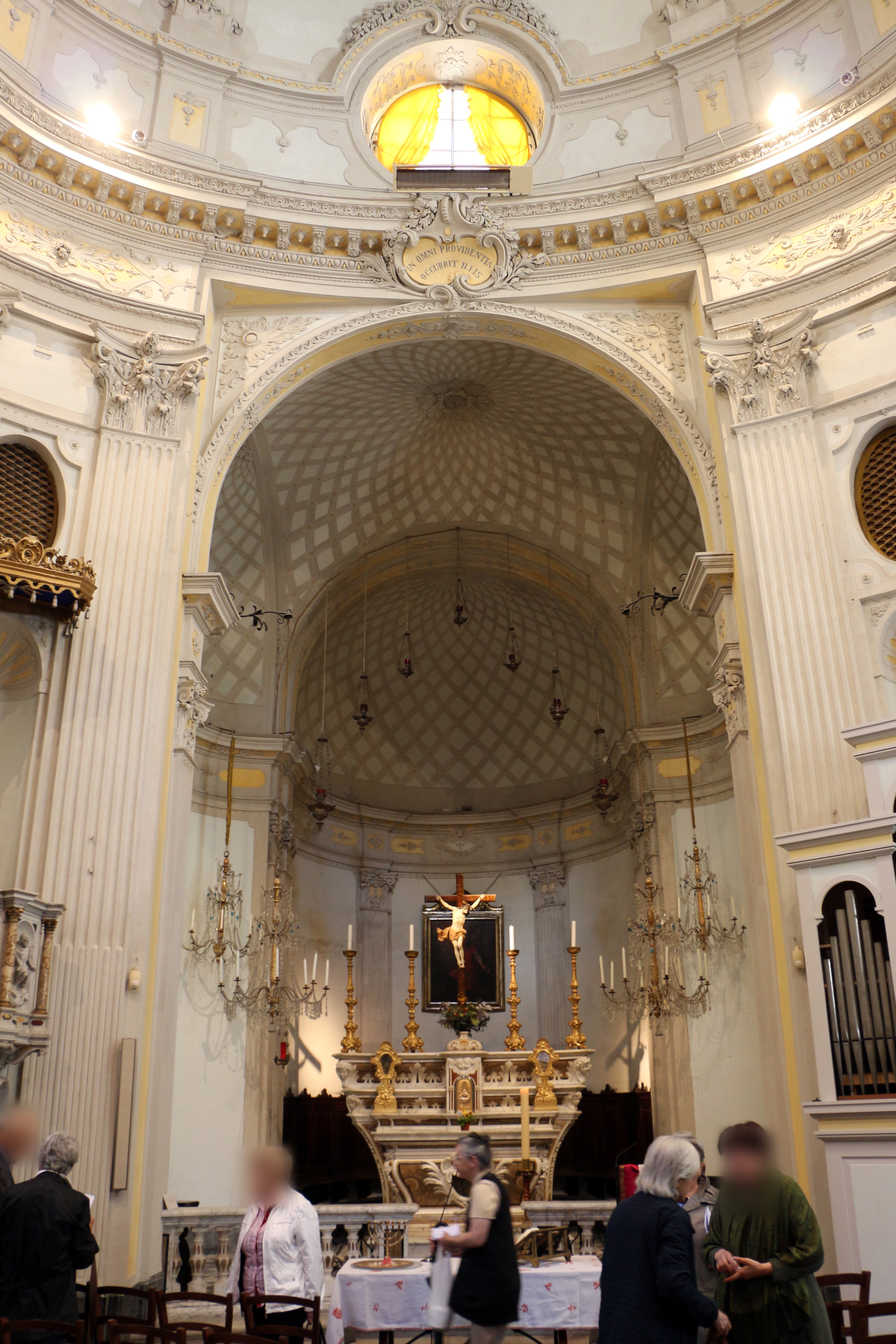
L'altare maggiore

L'interno, interamente coperto dalla cupola, è un unico vano a pianta ellittica, con l'asse maggiore parallelo alla facciata. Sulle pareti decorazioni con motivi a losanga in stucco dipinto e lesene. Notevole nel presbiterio absidato l'altare maggiore settecentesco

### Opere d'arte
Tra le opere conservate, nell'abside San Torpete illeso tra le fiere di Giovanni Carlone, nella cappella di destra Madonna con bambino tra San Tommaso di Canterbury, Santa Lucia e San Giovanni Battista (fine del XVI secolo, incertamente attribuito ad Andrea Semino) e in quella di sinistra San Filippo Neri in estasi (attribuito alla scuola di Giovanni Battista Paggi, del XVII secolo). Sull'altare maggiore è posto un crocifisso ligneo di anonimo scultore genovese (1790-1810).
In controfacciata è collocata una statua lignea policroma della Madonna della Salute, di Giovanni Battista Drago (1854), rivestita con abiti ed ornamenti, un tempo oggetto di grande devozione.
Nella sagrestia sono dei mobili in noce del Settecento e due dipinti ad olio di autore ignoto del XVII secolo, raffiguranti lo Sposalizio della Vergine e la Guarigione del cieco nato.

### Organo a canne
Nella chiesa si trova un organo a canne risalente nella parte più antica al 1668, opera dell'organaro Carlo Prati, come indica l'iscrizione posta su una canna di facciata (Opus Caroli Prati Anno Domini 1668). Ristrutturato verso la metà del Settecento da un anonimo organaro di scuola ligure (di questa fase si conservano il somiere e diverse canne). Nel corso del XIX secolo fu più volte rimaneggiato con interventi che ne modificarono profondamente la struttura. Nel 2006 lo strumento è stato restaurato dalla ditta organaria Dell'Orto & Lanzini che ne ha ripristinato le sue caratteristiche foniche originarie.
Lo strumento, a trasmissione meccanica, ha un'unica tastiera di 45 note con prima ottava scavezza ed una pedaliera scavezza di 8 note costantemente unita al manuale. La cassa ha una facciata costituita da tre cuspidi di 7 canne ciascuna inserite all'interno di una trifora.